# 托尔托雷托
托尔托雷托（義大利語：Tortoreto），是意大利泰拉莫省的一个市镇。总面积23平方公里，人口9952人，人口密度432.7人/平方公里（2009年）。ISTAT代码为067044。